# プロアトラス
プロアトラスシリーズは、かつて販売されていた電子地図閲覧ソフトである。紙の書籍であるアトラスRDを再現した美麗な地図をオフラインで見られることが特徴だった。また、アトラスRDが刊行されていない地域ではそれを代替する役割もあった。
Windows、Macintosh (Mac OS 9/macOS)、PDA (Windows CE/ザウルス)、ゲーム機(PlayStation 2、PlayStation Portable)向けソフトウェアとして発売された。

## 販売元の変移
最初のバージョンはアルプス社によって開発、販売された。
2004年12月、アルプス社が民事再生法の適用を申請したことに伴い、ヤフーが事業を継承し、その後はヤフー傘下のアルプス社により引き続き開発、販売が行われた。
2007年4月、同じくヤフー傘下のクレオとの業務提携が発表され、以降のバージョンはクレオから販売された。その後2011年4月にはクレオから分社された筆まめへ移った。
2013年9月末日をもって販売終了した。

## バージョン履歴

### Windows版
アトラスRD for Windows95
1996年発売。首都圏・近畿地方・東海地方の3つの版に分かれており、それぞれ単体で販売されていた。対応OSはWindows 95またはWindows NT 3.51以上。首都圏・近畿地方の都心部は最大1/5,000の縮尺で、その他の地域も1/70,000から1/200,000の縮尺で表示することができた。また、東海地方の都心部は最大1/3,000の縮尺で、その他の地域は1/70,000から1/250,000の縮尺で表示することができた。地図データからインターネットへのアクセスを実現させたソフトウェアは、これが初めてである。
このほか、書籍「アトラスRD for Windows95 徹底ガイドブック 超お買い得ソフトを300%使いこなす」(ISBN 9784797301137)には「東京23区＋大阪市」の地域限定版が付属した。
プロアトラス97
1997年7月19日発売。日本広域版も新たに発売された。CD-ROMは全部で4点となった。日本広域版は、東京23区・大阪市・名古屋市については1/20,000、その他の地域は1/75,000の縮尺まで拡大することができる。「首都圏」「東海」「近畿」版は最大1/1,500まで拡大できる。
1997年12月には、CD-ROMを差し替えせずに済むようにDVD1枚に集約された「プロアトラス97 DVD」が発売された。こちらは、「首都圏」「東海」「近畿」に収録されているデータを1/1,500の縮尺で、その他の地域は1/74,000の縮尺で表示できる。
プロアトラス98
1998年7月1日発売。
プロアトラス2000
1999年7月3日発売。
プロアトラス2001
2000年6月23日発売。
プロアトラス2002
2001年6月29日発売。
プロアトラスW
2002年6月7日発売。2.5万詳細図で全国を網羅し、収録域がワイドになったことを意味するWが製品名に付加された。住所検索機能も新たに搭載されている。
プロアトラスW2
2003年6月6日発売。
プロアトラスW3
2004年6月4日発売。標高データの追加が行われ、3Dジオラマが作成できるようになった
プロアトラスSV
2005年7月8日発売。SVはスーパーベクトルを意味する。地図データが旧来のラスターデータ形式からベクトルデータ形式へと変更されたことにより、地図データに必要な容量を減らし、地図の回転時の文字追従回転や、美麗な縮小拡大、表示地図情報の取捨選択、航空写真連携時の透過情報の自由度が高まった。
プロアトラスSV2
2006年7月7日発売。東京23区、名古屋市、大阪市の航空写真を標準搭載している。
プロアトラスSV3
2007年7月6日発売。
プロアトラスSV4
2008年7月4日発売。ミニ地図帳を印刷する機能が追加された。
プロアトラスSV5
2009年6月26日発売。
プロアトラスSV6
2010年9月17日発売。5千市街図の収録地域が前作比3.6倍の1,484都市になった。
プロアトラスSV7
2011年7月29日発売。1万詳細図の収録地域が前作比7倍の1,263市区町村になった。地図表現にモノトーン・鉄道路線図が追加された。
2012年11月9日には地図を更新した「プロアトラスSV7 2013年最新地図データ更新パック付」を発売。

### Machintosh版
プロアトラス for Macintosh
1999年9月中旬発売。
プロアトラス2001 for Macintosh
2000年12月1日発売。
プロアトラス2002 for Macintosh
2001年11月16日発売。
プロアトラスW for Macintosh 全国DVD
2002年8月9日発売。
プロアトラスW for MacOSX 全国DVD
2003年3月7日発売。
プロアトラスX 全国DVD
2004年6月4日発売。
プロアトラスX2
2005年7月8日発売。
プロアトラスX3
2006年7月7日発売。

## 航空写真シリーズ
航空写真をオフラインで見られるソフトで、地図と航空写真を重ねたり、比べながら空中散歩を楽しむことが出来る。2004年現在のようにオンラインで高分解能の航空写真が見放題になるよりも前の時代に、早くから航空写真を取り込んでいた。
2005年に発売されたものが最後のリリースで、2006年発売のWindows版「プロアトラスSV2」からはこれまで別売だった航空写真データを標準で搭載したことで本シリーズは廃止された。

### Windows版
空撮プロアトラス東京23区
1999年3月6日発売。
スカイアトラス東京・横浜DVD
2002年4月5日発売。
プロアトラス航空写真DVD 東京横浜川崎千葉さいたま名古屋大阪
2003年9月26日発売。
プロアトラスW2との連携が可能。
プロアトラス航空写真II
2004年9月17日発売。
本バージョンから地域別パッケージとなり、「全国政令指定都市DVD」「首都圏DVD」「名古屋・京阪神DVD」のラインアップがある。
プロアトラスW3との連携が可能。
衛星写真が追加された。
プロアトラスSV航空写真
2005年9月22日発売。「全国政令指定都市版」「首都圏版」「名古屋・京阪神版」のラインアップがある。
プロアトラスSVとの連携が可能。
のちに発売された「プロアトラスSV2」には航空写真データが標準で収録されているものの、その収録エリアは「プロアトラスSV航空写真」よりも狭い。そのため「プロアトラスSV航空写真」の航空写真を「プロアトラスSV2」で使用するための「プロアトラスSV2・写真データ移行ツール」が提供された。

### Machintosh版
プロアトラスX 航空写真 全国政令指定都市DVD
2004年12月10日発売。
プロアトラスX2 航空写真
2005年9月22日発売。

## その他のプロアトラスシリーズ

### プロアトラスBASIC
書籍「アトラスRD」「アトラスRDX」シリーズに付属した簡易バージョン。
2003年度は、「プロアトラスBASIC首都圏」「プロアトラスBASIC東海」「プロアトラスBASIC近畿」が各地域版の書籍に付属し、書籍の該当地域は7万広域図、それ以外は50万広域図、300万広域図であった。
2004年度は、日本全図と全国主要都市を収録したCD-ROM「プロアトラスBASIC全国ダイジェスト版」となり、主要都市都心部を1万詳細図、主要都市を7万広域図で収録し、他の地域は50万広域図、300万広域図で網羅した。

### モバイルアトラス
地図を切り出すためのWidows用ソフトと、地図を表示するためのPDA用ビューワーソフトで構成される。PDAとしてはWindows CEとザウルスに対応している。

#### Windows CE対応
モバイルアトラス for WindowsCE首都圏版
2001年11月30日発売。
モバイルアトラス for WindowsCE全国DVD
2002年4月19日発売。

#### ザウルス対応
モバイルアトラス for Zaurus首都圏版
2001年12月10日発売。
モバイルアトラス for Zaurus全国DVD
2002年4月19日発売。

### PlayStation 2「プロアトラス」
TVware情報革命シリーズのひとつとして、アートディンクから2001年12月27日に各製品が発売。
- プロアトラス for TV 全国版[52]
- プロアトラス for TV 首都圏[53]
- プロアトラス for TV 東海[54]
- プロアトラス for TV 近畿[55]

### PlayStation Portable「プロアトラス・トラベルガイド」
MAPLUSガイドマップシリーズのひとつとして、全国の観光地情報と地図を収録したガイドナビソフト「プロアトラス・トラベルガイド」がエディアから2007年8月9日に発売。

### ジオアトラス
タウンページデータと地図を連動させて、電話番号などの情報から地番までピンポイントで調べられる強力な位置検索ができる。
ジオアトラス
1998年10月3日発売。
ジオアトラス2000
1999年11月26日発売。
ジオアトラス2001
2000年12月1日発売。
ジオアトラス2002東京都
2001年11月30日発売。

### ウェザーアトラス
インターネットからリアルタイムの気象情報を取得して地図上に表示するソフト。2002年9月6日発売。
2005年3月31日で販売終了した。2005年9月30日で情報配信サービスを終了し、サポートを終了した。